# بوبان كنيجفيتش
بوبان كنيجفيتش (بالسيريلية الصربية: Бобан Кнежевић) (30 أكتوبر 1959، بلغراد في صربيا)؛ كاتب وروائي صربي.